# Юстэс Вред
Юстэс (Юстас) Клэренс Вред (англ. Eustace Clarence Scrubb; варианты перевода: Ёрш, Бякли; 1933—1949) — персонаж серии «Хроники Нарнии». Он двоюродный брат Питера, Сьюзен, Эдмунда и Люси.
Появляется в трёх книгах «Хроник Нарнии»: «„Покоритель зари“, или Плавание на край света», «Серебряное кресло» и «Последняя битва».

## Биография
Юстэс родился в 1933 году, и ему было 10 лет, когда он появляется в «„Покорителе зари“…»; в «Последней битве» ему было 16 лет.

### «„Покоритель зари“, или Плавание на край света»
Юстэс учился в экспериментальной школе (с нетипичным для Англии того времени смешанным  обучением мальчиков и девочек, по поводу чего сам автор иронизирует: если что где и смешалось, то в голове у школьной директрисы). Родители мальчика считали  себя очень современными и прогрессивными , он даже звал их не отцом и матерью, а, как сверстников, Гарольдом и Альбертой. Юстэс не любил своих кузенов: Питера, Сьюзен, Эдмунда и Люси. Однако он в некотором роде обрадовался, узнав, что Эдмунд и Люси приезжают в гости. Хоть он и был маленьким тщедушным человечком, который в драке не смог справиться даже с Люси, не говоря уже об Эдмунде, он знал, что существует множество способов испортить людям жизнь.
Попадает в мир Нарнии вместе с Люси и Эдмундом и оказывается в море, где их подобрал «Покоритель зари». Вначале он ведёт себя очень дерзко и эгоистично, но постепенно привыкает и начинает исправляться. В конце книги сказано, что все, кроме его родителей, стали говорить о том, насколько Юстэс изменился к лучшему.Кстати.есть любопытные отсылки к Библи и- очевидно,Юстэс  -это Савл : Савл устраивал гонения христиан,а Юстэс портил жизнь кузенам. Савл был ослеплён,а Бог вернул ему зрение-Юстэс был превращён в дракона,а Аслан вернул ему облик человека.И в том,и в другом случае фигурирует чешуя-Аслан с Юстэса снял чешую,а у Савла чешуя как бы от глаз отпала.

### «Серебряное кресло»
Юстэс Вред и его одноклассница-подружка Джил Поул, спасаясь от старшеклассников-мучителей, убегают со школьного двора сквозь калитку в высокой каменной стене и попадают в Нарнию. Джил хвасталась своей смелостью, стоя близко от края скалы. Юстэс, помогая Джил не упасть в пропасть, сам в неё упал, но, к счастью, Аслан помог Юстэсу.
После же они с Джил и кваклем-бродяклем Хмуром отправляются в город великанов Харфанг. Там они, поняв предательскую «доброту» великанов, находят подземный мир и попадают к королеве подземелья. Позже, найдя принца Рилиана, путешественники помогают его расколдовать и тем самым побеждают Зелёную Колдунью.

### «Последняя битва»
Здесь Юстэс является главным героем. Он и Джил Поул попадают в Нарнию при помощи Питера и Эдмунда, добывших кольца для их перемещения, но, даже не используя кольца, они попадают в Нарнию, умерев на Земле. Там они помогают королю Тириану спасти Нарнию от тархистанцев. В итоге у них ничего не получается. Он становится свидетелем уничтожения Нарнии и попадает в новую Нарнию, где остается навсегда.

## В кинематографе
В фильме 2010 года «Хроники Нарнии: Покоритель зари» роль Юстэса исполнил Уилл Поултер.
В сериале «Би-би-си», вышедшем на экраны в 1988—1990 годах, роль Юстэса исполнял Дэвид Туэйтс.